# Ahrensburg
 Ikke at forveksle med Kuressaare (tysk: A(h)rensburg).
Ahrensburg er en by i den sydøstlige del af delstaten Slesvig-Holsten i det nordlige Tyskland, og den største by i Kreis Stormarn. Ahrensburg ligger nordøst for Hamborg i den centrale del af Stormarn, et landskab sydøst for Holsten. Den hører til Metropolregion Hamburg og grænser til kommunerne Ammersbek, Delingsdorf, Großhansdorf, Siek, Braak og Stapelfeld.

## Historie
Byens historie kan føres tilbage til 1200-tallet, hvor greverne af Schauenburg grundlagde landsbyen Woldenhorn (som senere blev byen Ahrensburg) og de omkringliggende landsbyer Ahrensfelde, Meilsdorf og Beimoor. Woldenhorn blev først nævnt i dokumenter i 1314.
Omkring 1200 blev Arx Arnsburga, også kaldet Arnesvelde Slot, bygget. Tidligere fandtes der en ikke nærmere dateret folkeborg, hvis dimensioner stadig er synlige gennem de ydre voldgrave i Forst Hagen syd for byen. Mundtlige traditioner taler om tiden med venderkrige i det tiende århundrede. Byens våbenskjold gengiver slottet Arnesvelde i det øverste felt. På borgen var der bosat fogeder, hvilket er attesteret i dokumenter 1295 og 1304. I 1326 flyttede greven af Schauenburg Johann 3. sædet for sine fogeder til Trittau og opgav slottet. Landsbyerne kom i 1327 ind under cistercienserordenens kloster i Reinfeld, og Woldenhorn blev sæde for klostrets fogeder indtil midten af 1500-tallet.
Ved sekulariseringen på grund af reformationen blev den danske konge Frederik 2. ejer af området. Han belønnede i 1567 sin feltherre Daniel Rantzau med herresædet. Hans bror og arving Peter Rantzau byggede i 1595 renæssanceslottet Ahrensburg Slot og en slotskirke af stenene fra det gamle slot. Som noget særligt må fremhæves etableringen af "fangehuller" (lejligheder til gamle og fattige mennesker) i tilknytning til kirken.
Godset Ahrensburg hørte til de adelsgodser, som havde et særligt selvstyre og uafhængighed. Bønderne var imidlertid fæstere under Rantzaus' styre.
Rantzaus gods var i midten af 1700-tallet stærkt forgældet og blev i 1759 erhvervet af forretningsmanden Heinrich Schimmelmann, hvorefter slottet og landsbyen blev ændret i barokstil og endnu i dag danner grundlag for byens grundplan. Schimmelmann blev styrtende rig gennem handel med våben, alkohol og slaver, især i den atlantiske trekanthandel.